# Kibō no tō
Kibō no Tō (希望の党?) (traducibile come Partito della Speranza) è un partito politico giapponese fondato nel 2017 dalla governatrice di Tokyo Yuriko Koike. Nel 2018 la maggioranza del partito si è unita con il Partito Democratico Progressista per dare vita al Partito Democratico per il Popolo. La minoranza di destra del partito si è invece riorganizzata nell'attuale Kibō no Tō su posizioni più conservatrici rispetto alla formazione originale.

## Loghi

Fino al 2018
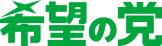
Dal 2018